# 阿托喹啉
阿托喹啉（INN：altoqualine）是一种异喹啉，曾因其作为抗组胺剂和抗过敏剂的潜在用途而被研究，但从未上市。它是组氨酸脱羧酶的抑制剂。